# 世界はあなたの色になる
「世界はあなたの色になる」（せかいはあなたのいろになる）は、日本の音楽ユニット・B'zの楽曲。2016年10月4日にVERMILLION RECORDSより配信限定シングルとしてリリースされた。

## 概要
2012年の『Into Free -Dangan-』以来となる、配信でリリースされたシングル。東宝系映画『名探偵コナン 純黒の悪夢』の主題歌だが、映画公開時にはリリースされず、その後DVD及びBlu-ray盤の発売に合わせて2016年10月4日に配信が開始された。
また、2016年5月14日から12月24日まで読売テレビ・日本テレビ系列のアニメ『名探偵コナン』オープニングテーマとしても起用されていた。

## 収録曲
1. 世界はあなたの色になる (5:00)
  - 2011年4月に公開された映画『名探偵コナン 沈黙の15分』の主題歌「Don't Wanna Lie」以来約5年ぶりとなる劇場版並びにTVシリーズのコナンとのタイアップで、映画『名探偵コナン 純黒の悪夢』のために書き下ろされた楽曲である。楽曲制作の際メンバーは映画のシナリオを読み、脚本段階から制作に参加した原作者・青山剛昌の「今度の映画は真っ黒な話ですが、観終ったあと、何色の気持ちになれるかは、あなた次第です（笑）」という、映画製作発表時に添えられたコメントへのアンサーソングとして書き下ろした。このことに関してメンバーは「今回はコナンという作品の持つ影の部分もかなりクローズアップされていて、楽曲のほうも今までと違う気分で制作しました」とコメントしている[12][13][14][15][16][17][18][19][20][21][22][23]。
  - 映画『名探偵コナン 純黒の悪夢』で使われたアレンジとは若干異なっており、アウトロが延長されている。
  - 2017年3月22日発売のコンピレーション・アルバム『劇場版 名探偵コナン 主題歌集 〜“20”All Songs〜』に収録され[注 2]、後にB'zとしては53rdシングル『声明/Still Alive』に収録された。20thアルバム『DINOSAUR』には未収録となり、B'z関連のアルバムには未収録のままとなっている。
  - 発売された2016年はB'zとしてのライブが開催されなかったため、翌年の『B'z SHOWCASE 2017-必殺日置人-』および『B'z SHOWCASE 2017-B'z In Your Town-』でライブ初披露となり、3年後に行われた無観客配信ライブ『B'z SHOWCASE 2020 -5 ERAS 8820-』のDay5でも演奏された[25][26]。

## タイアップ
- 東宝系映画『名探偵コナン 純黒の悪夢』主題歌
- 読売テレビ・日本テレビ系列アニメ『名探偵コナン』オープニングテーマ（2016年5月14日 - 12月24日）

## 参加ミュージシャン
- 松本孝弘：ギター・作曲・編曲
- 稲葉浩志：ボーカル・作詞・編曲
- 寺地秀行：編曲・ボーカルディレクション
- ジェイソン・サター：ドラム
- ショーン・ハーリー：ベース
- ジェフ・バブコ：キーボード
- 石川寛子 with Lime Ladies Orchestra：ストリングス

## 収録アルバム
- 劇場版 名探偵コナン 主題歌集 〜“20”All Songs〜
- THE BEST OF DETECTIVE CONAN 6 〜名探偵コナン テーマ曲集6〜[24]

## ライブ映像作品
世界はあなたの色になる
- B'z SHOWCASE 2020 -5 ERAS 8820- Day1〜5